# Carl Gustaf Carlström
Carl Gustaf Carlström, född 26 september 1811 i Stockholm, död 29 april 1858 i Östersunds församling, Jämtlands län, var en svensk tenorbasunist vid Kungliga hovkapellet. Han var även trumpetare vid Livgardet.

## Biografi
Carl Gustaf Carlström föddes 26 september 1811. Han var trumpetare vid Livgardet. Han anställdes 1 oktober 1836 som tenorbasunist vid Kungliga hovkapellet i Stockholm. Han gifte sig 11 november 1837 med Maria Lovisa Engström. Den 1 jul 1853 slutade han vid Hovkapellet. Carlström avled 29 april 1858.